# Record Mirror
A Record Mirror egy brit heti megjelenésű zenei szaklap, amelyet 1953-ban alapítottak. Olyan neves riválisok mellett, mint az NME, a Dics & Music Echo és a Melody Maker, az újság alacsonyabb példányszámban jelent meg, általában kevésbe tartják mértékadónak az előbbiekhez képest. Az brit albumlista legelőször a Record Mirrorban jelent meg 1956-ban, és az 1980-as években ez volt az egyetlen újság, amely rendszeresen közölte az album és slágerlistát. Hogy növeljék az eladásokat, 1982-től fényes újságpapíron jelent meg, de ez sem tudta megmenteni a lapot, amely 1991-ben megszűnt (ugyanazon a héten, amikor a Sounds magazin is megszűnt). 
A Record Mirror részben tovább élt a Music Week című lapban, ahol minden számban egy négyoldalas terjedelmet kapott, a legutóbbi években szinte kizárólag a dance stílussal foglalkozva. 